# Ragiomorfinos
Ragiomorfinos (Rhagiomorphini) é uma tribo de coleópteros da subfamília Cerambycinae.

## Sistemática
- Ordem Coleoptera
  - Subordem Polyphaga
    - Infraordem Cucujiformia
      - Superfamília Chrysomeloidea
        - Família Cerambycidae
          - Subfamília Cerambycinae
            - Tribo Rhagiomorphini (Lacordaire, 1869)
              - Gênero Rhagiomorpha (Newman, 1840)
              - Gênero Tritocosmia (Newman, 1850)
              - Gênero Tropis (Newman, 1841)
              - Gênero Tsutsuia (Hayashi, 1961)